# Mecano
Mecano foi uma das bandas espanholas mais relevantes dos anos 80 e 90. Constituídos pelos irmãos Nacho Cano e José María Cano, com a voz de Ana Torroja.
Numa Madri que começava a ver o fim da la movida, os Mecano entram em cena com o lançamento do sigle "Hoy no me puedo levantar", em 1981.
Para além do sucesso que obtiveram em Espanha, e nos países de língua espanhola, os Mecano tiveram também um público português, com canções como "Hijo De La Luna", a tocarem nas rádios.

## Discografia
Albums de estudio
- Mecano (1982) com CBS
- ¿Donde esta el pais de las Hadas? (1983)
- Ya Viene el Sol (1984)
- Entre el Cielo y el Suelo (1986) con BMG/Ariola
- Descanso Dominical (1988)
- Aidalai (1991)

Albums ao vivo
- En Concierto (1985)

Em outras linguas
- Figlio della Luna (em italiano) (1989)
- Descanso Dominical ("Une Femme avec Une Femme")(em francês) (1990)
- Aidalai (em italiano) (1991)
- Aidalai (em francês) (1991)

Recompilações
- Ana|Jose|Nacho (1998)
- Ana|Jose|Nacho (em francês) (1998)
- Grandes Exitos (2005
- Obras Completas (2005)
- Siglo XXI (2009)
- Esencial (2013)

Videografia
- En Concierto (1989)
- Los Videos (1991)
- En Directo (1992)
- Mecanografia (2005)

## Sites
- mecanoembrasil.wordpress.com/ Comunidade de Mecano em Brasil
- www.zonamecano.com Pagina oficial de Mecano